# Nannoglanis fasciatus
Nannoglanis fasciatus es una especie de peces de la familia Heptapteridae en el orden Siluriformes.

## Morfología
Los machos pueden llegar alcanzar los 4,5 cm de longitud total.

## Hábitat
Es un pez de agua dulce y de clima tropical.

## Distribución geográfica
Se encuentran en Sudamérica:  cuenca del río Napo en Ecuador.